# Грин, Саймон (писатель)
Саймон Ричард Грин (англ. Simon Richard Green) — английский писатель-фантаст, автор фантастической серии «Охотник за смертью» и фэнтези серии «Хок и Фишер».

## Биография
Родился 25 августа 1955 года в городке Брадфорд-он-Эйвон (английское графство Уилтшир). В 1978 году в университете Лестера Саймон Грин (где он также изучал историю) получил степень магистра искусств по современной английской и американской литературе.
Свою писательскую карьеру Саймон Грин начал ещё будучи студентом в Лондоне, в 1973 году. Свой первый рассказ он продал в 1976 году, хотя издали его значительно позже. Все издательства отказывались от рукописей, которые он им отсылал. В 1988 году Грин, до того три с половиной года будучи без работы, устроился в книжный магазин «Бильбо» в Бате, а ещё через два дня последовало предложение от издателя, который получил два его романа два года назад. Грин подписал с ним контракт на семь романов из серии «Хок и Фишер», а в 1989 году — ещё на два других.
Первым подлинным, хотя и неожиданным для всех успехом стала новеллизация фильма «Робин Гуд: Принц воров». На тот момент Кевин Костнер ещё не был широко известен, и права на новеллизацию его нового фильма были переданы всего за 4 % отчислений. Однако фильм стал хитом, а книга, тираж которой приблизился к 400 тысячам, попала в список бестселлеров.